# 小艾蛛
小艾蛛（学名：Cyclosa minora）为园蛛科艾蛛属的动物。在中国大陆，分布于云南、海南等地。该物种的模式产地在云南、海南。